# Linia kolejowa nr 964
Linia kolejowa nr 964 – drugorzędna, jednotorowa, zelektryfikowana linia kolejowa łącząca rejon GP15 stacji technicznej Gdynia Postojowa ze stacją Gdynia Chylonia.
Linia stanowi tor łączący między linią kolejową Gdynia Główna – Gdynia Postojowa a linią kolejową Gdańsk Główny – Stargard i umożliwia przejazd pociągów z kierunku Rumi, Wejherowa i Helu na Gdynię Postojową.